# 보난자 브라더스
《보난자 브라더스》(Bonanza Bros.)는 세가가 1990년도에 개발한 아케이드 게임이다. 게임 내용은 도둑 캐릭터를 조종해서 적들을 총을 쏘아 기절시켜서 물건을 훔치는 게임이다. 마스터 시스템, 메가 드라이브(세가 제네시스), 플레이스테이션 2 등의 기종으로 이식되었다.

## 줄거리
솜씨 좋은 2인조 도둑이 의뢰를 받아 배드타운에 침입, 체포의 증거가 될 물건들을 훔쳐오는 이야기.

## 스테이지 일람
- ‘△’ 표시가 붙은 스테이지는 메가 드라이브 이식판에는 없는 스테이지이다.

1. 은행 (AC) / 회사 (MD)
2. 저택
3. 카지노
4. 조폐국
5. 백화점△
6. 금광
7. 보석상
8. 연구소
9. 여객선
10. 골동품 가게△
11. 미술관
12. 피라미드